# 山崎信介
山崎 信介（やまざき しんすけ、1978年10月13日 - ）は、日本のレーシングドライバー。神奈川県出身、血液型はA型。
2007年はSUPER GTと全日本スポーツカー耐久選手権（JLMC）に参戦し、JLMCでは最上位クラスであるLMP-1でチャンピオンを獲得、自身初の全日本タイトルとなった。

## レース戦績
- 1999年 - FJ1600（#5 ZAP SPEED／FV95）
- 2000年 - FJ1600・筑波シリーズ（#15 ZAPカーポイ／FV95）（チャンピオン）
- 2001年 - イギリスF3・スカラシップクラス（Diamond Racing Team #88 ダラーラF398・無限ホンダ）
- 2002年 - フォーミュラ・ドリーム（#12 カーポイント湘南FD／FD99・MF224）（シリーズ5位）
- 2003年 - GC-21 （エイムスポーツ #18）（チャンピオン）
- 2004年 - フォーミュラX・欧州シリーズ （シリーズ2位）
- 2005年 - フォーミュラ・トヨタ（エイムスポーツ #22 Aim Sports-FT／FT30）
- 2006年 - JLMC・LMP-2クラス（#18 Aim Sports GC-21）
- 2007年
  - SUPER GT・GT300クラス（EBBRO TEAM NOVA #4 エブロ350R）（シリーズ13位）
  - JLMC・LMP1クラス（HITOTSUYAMA RACING #22 ダンロップ Zytek05s）（チャンピオン）
- 2010年 - SUPER GT・GT300クラス＜Rd.6 スポット参戦＞（365 ThunderAsia Racing #365 365 サンダーアジア MT900M)

### SUPER GT
| 年     | チーム                 | 使用車両           | クラス | 1      | 2      | 3      | 4     | 5   | 6      | 7      | 8       | 9     | 順位 | ポイント |
| ------ | ---------------------- | ------------------ | ------ | ------ | ------ | ------ | ----- | --- | ------ | ------ | ------- | ----- | ---- | -------- |
| 2007年 | EBBRO TEAM NOVA        | ヴィーマック・350R | GT300  | SUZ 10 | OKA 22 | FSW 10 | SEP 2 | SUG | SUZ 6  | TRM 10 | AUT Ret | FSW 8 | 13位 | 27       |
| 2010年 | 365 ThunderAsia Racing | モスラー・MT900M   | GT300  | SUZ    | OKA    | FSW    | SEP   | SUG | SUZ 14 | FSW    | TRM     |       | NC   | 0        |